# Carl Junction (Misuri)
Carl Junction es una ciudad ubicada en el condado de Jasper en el estado estadounidense de Misuri. En el Censo de 2010 tenía una población de 7445 habitantes y una densidad poblacional de 512,39 personas por km².

## Geografía
Carl Junction se encuentra ubicada en las coordenadas 37°9′51″N 94°32′32″O / 37.16417, -94.54222. Según la Oficina del Censo de los Estados Unidos, Carl Junction tiene una superficie total de 14.53 km², de la cual 14.19 km² corresponden a tierra firme y (2.32%) 0.34 km² es agua.

## Demografía
Según el censo de 2010, había 7445 personas residiendo en Carl Junction. La densidad de población era de 512,39 hab./km². De los 7445 habitantes, Carl Junction estaba compuesto por el 93.31% blancos, el 1.01% eran afroamericanos, el 1.3% eran amerindios, el 0.98% eran asiáticos, el 0.04% eran isleños del Pacífico, el 0.77% eran de otras razas y el 2.59% pertenecían a dos o más razas. Del total de la población el 2.91% eran hispanos o latinos de cualquier raza.